# شاعرات عربيات من العصور الوسطى
قائمة شاعرات عربيات من العصور الوسطى، تتضمن أسماء شاعرات عربيات (شعر كلاسيكي) من العصر الجاهلي والإسلامي والأموي والعباسي والمملوكي ومن الأندلس. القائمة ليست كاملة.

## الفترة الجاهلية (4000 قبل الميلاد -622 م)
- مهد العادية (شخصية أسطورية، حوالي 4000 قبل الميلاد)
- عفيرة بنت عباد (القرن 3 م)
- ليلى بنت لكيز (توفيت 483 م)
- اليمامة بنت كليب (القرن 5 م)
- أم الأغر بنت ربيعة التغلبية (القرن 5 م)
- أمامة بنت كليب (القرن 5-6 م)
- هند بنت النعمان (القرن 5-6 م)
- صفية بنت ثعلبة الشيبانية (القرن 5-6 م)
- البسوس بنت منقذ (القرن 5-6 م)
- سلمى بنت المهلهل (القرن 5-6 م)
- ليلى بنت المهلهل (القرن 5-6 م)
- جليلة بنت مرة، (توفيت 540 م)
- البيضاء بنت عبد المطلب (حوالي 540-؟ م)
- آمنة بنت وهب (حوالي 557-577 م)
- الفارعة بنت شداد (القرن 6 م)
- سارة القُرَظية اليمنية (القرن 6 م)
- آمنة بنت عتيبة (القرن 6 م)
- أميمة العبشمية (القرن 6 م)
- خالدة بنت هاشم (القرن 6 م)
- الخرنق بنت بدر (القرن 6 م)
- دختنوس بنت لقيط (القرن 6 م)
- هند بنت الخس (حوالي القرن 6 م)
- عاتكة بنت عبد المطلب (حوالي القرن 6 م)
- أميمة بنت عبد المطلب (حوالي القرن 6 م)
- عصماء بنت مروان (توفيت 624 م)
- أم قرفة الفزارية (توفيت حوالي 627 م)
- أم زمل سلمى بنت مالك بن بدر (توفيت حوالي 632 م)
- أروى بنت عبد المطلب (توفيت 635 م)
- هند بنت عتبة (توفيت 636 م)
- صفية بنت عبد المطلب (570-641 م)
- الخنساء بنت عمرو بن الحارث (575-646 م)
- برة بنت عبد المطلب (القرن 6-7 م)
- أم جميل بنت حرب (القرن 7 م)
- قتيلة بنت الحارث (القرن 7 م)
- أمامة العدوانية (القرن 7 م)
- وهيبة بنت عبد العزى (حوالي القرن 7 م)
- زرقاء اليمامة
- هند بنت أسد الضبابية
- جنوب بنت عجلان أخت عمرو ذي الكلب النهدي
- أم الضحاك المحاربية
- أميمة بنت عبد شمس
- صفية بنت خالد الباهلية
- جحيفة الضبابية
- عشرقة المحاربية
- أم أبي جدابة
- هند بنت بياضة الإيادية
- زوجة قراد بن أجدع
- هند بنت معبد من بني أسد
- أخت الأسود بن غفار
- عمرة بنت الحباب التغلبية
- أم ناشرة التغلبية
- الهيفاء بنت صبيح القضاعية
- كرمة بنت ضلع
- زينب اليشكرية
- سلمى بنت مالك بن بدر
- سمية زوجة شداد البسي
- هند بنت حذيفة بن بدر الفزارية
- ريطة بنت عاصم الهوزانية
- ناجية بنت ضمضم
- الجيداء بنت زاهر الزبيدية
- العوراء بنت سبيع الذبيانية
- حليمة الحضرية (من بني عباس)
- أم سنان (أم ربيعة بن مكدم)
- أم عمرو بنت مكدم
- منفوسة بنت زيد الخيل
- ريطة بنت جذل الطعان
- عَمرة بنت دريد الَّصمَّة
- جمل السلمية
- سعُدي بنت الشمردَل الجُهَنيِة
- أسماء الّمرية
- الُّسلَكَة أم السُّليك
- مارية بنت الدينا
- ليلى بنت سلمة
- ليلى ابنة مرداس
- العوراء اليربوعية
- عاصية البولانية
- ضاحية الهلالية
- زينب بنت مالك
- ذبية بنت بيشة الفهمية
- الخنساء بنت التيحان
- الخنساء بنت زهير بن أبي سلمى
- جمعة بنت الخُشّ
- مية بنت ضرار الضبية
- جمل الضبابية (من بني كلاب)
- زينب أم حسانة الضبية
- وجيهة بنت أوس الضبية
- أم قيس الضبية
- ريطة بنت عاصية
- أم موسى الكلابية
- زوجة أبي العاج الكلبي
- سعدي الأسدية
- غنية بنت عفيف
- أم جميل بنت أمية
- أم بسطام بن قيس الشيباني
- زينب بنت فروة بن مسعود الشيباني
- زينب بنت فروة التميمية
- عبلة بنت خالد التميمية
- ريطة بنت العباس السلمي
- كبشة أخت عمرو بن معديكرب الزبيدية
- أم صريع الكندية
- صفية الباهلية
- أم النحيف (وهو سعد بن قرظ من بني جذيمة)
- رقاش أخت جذيمة الوضاح
- بنت حكيم بن عمرو العبدية
- أم ثواب الهزانية
- ابنة حذاق الحنفي
- عمرة الخثعمية
- سبيعة بنت الأحب
- رفيقة بنت نباته
- سبيعة بنت عبد شمس
- أم الفضل بنت الحارث الهلالية
- فاطمة بنت مر
- خولة بنت ثابت
- بنت الضحاك بن سفيان
- شماس بن عثمان
- هند بنت أثاثة بن عباد

## فترة صدر الإسلام (622-661 م)
- ضباعة بنت عامر (توفيت حوالي 631 م)
- فاطمة بنت محمد (605-632 م)
- زينب بنت العوام (توفيت حوالي 660 م)
- عمرة بنت مرداس (توفيت حوالي 668 م)
- عفراء العذرية (توفيت 670 م)
- عاتكة بنت زيد (توفيت 672 م)
- عائشة بنت أبي بكر (604-678 م)
- الرباب بنت امرئ القيس (توفيت 682 م)
- قتيلة بنت نوفل
- أم كلثوم العامرية
- نائلة بنت الفرافصة
- الشيماء بنت الحارث
- خولة بنت الأزور
- سودة بنت عمارة الهمدانية
- أم البراء بنت صفوان
- بكارة الهلالية
- أم خالد النميرية

## الفترة الأموية (661-750 م)
- ليلى العامرية (توفيت 668 م)
- غزالة الشيبانية (توفيت 696 م)
- ميسون بنت بحدل (توفيت 700 م)
- بثينة بنت حيان (توفيت 701 م)
- حميدة بنت النعمان بن بشير (توفيت حوالي 704 م)
- سكينة بنت الحسين (669-736 م)
- ليلى الأخيلية (القرن 7-8 م)
- الدهناء بنت مسحل (حوالي القرن 7-8 م)
- أميمة الدمينية (القرن 8 م)
- لبنى بنت الحباب
- أم الورد العجلانية

## الفترة العباسية (750-1258 م)
- الخيزران بنت عطاء (توفيت 789 م)
- رابعة العدوية (714-801 م)
- الفارعة الشيبانية (وقيل ليلى بنت طريف، توفيت 815 م)
- علية بنت المهدي (777-825 م)
- العباسة بنت المهدي (القرن 8-9 م)
- زبيدة بنت جعفر (766-831 م)
- متيم الهشامية (توفيت 838 م)
- عنان الناطفية (توفيت 841 م)
- الحجناء بنت نصيب (حوالي القرن 8-9 م)
- لبانة بنت علي بن المهدي (حوالي القرن 8-9 م)
- زهراء الكلابية (حوالي القرن 8-9 م)
- عائشة بنت المعتصم (حوالي القرن 8-9 م)
- شارية (حوالي 815-870 م)
- فضل الشاعرة (توفيت 871 م)
- بوران بنت الحسن بن سهل (807-884 م)
- عريب المأمونية (797-890 م)
- جُمل، جارية إدريس بن أبي حفصة (القرن 9 م)
- الزباء بنت عمير بن المورق (حوالي القرن 9 م)
- آسية البغدادية (حوالي القرن 9 م)
- فاطمة السقطرية (حوالي القرن 9 م)
- ثمامة بنت عبد الله
- عاتكة بنت محمد بن القاسم (القرن 10 م)
- عابدة بنت محمد الجهنية (القرن 10 م)
- تقية بنت غيث بن علي الأرمنازية (المعروفة أيضا باسم ست النعيم، تقية أم علي، 1111-1183 م)
- صفية البغدادية (القرن 12 م)
- سلمى بنت القراطيسي (حوالي القرن 12 م)
- شمسة الموصلية (القرن 13 م)
- ثواب بنت عبد الله الحنظلية
- بنان جارية المتوكل
- بربر
- بدعة الحمدونية
- بصبص
- تتريف.[2]
- بدعة الكبرى.[3]
- أم جعفر بنت علي
- مراد شاعرة علي بن هشام

## فترة الأندلس (711-1492 م)
- لبنى القرطبية (توفيت 984 م)
- حفصة بنت حمدون (القرن 10 م)
- عائشة بنت أحمد القرطبية (توفيت 1010 م)
- مريم بنت أبي يعقوب الشلبي (توفيت 1020 م)
- أم العلاء بنت يوسف (توفيت 1050 م)
- خديجة بنت أحمد بن كلثوم المعافري (القرن 10-11 م)
- أم الكرام بنت المعتصم (1050-1091 م)
- ولادة بنت المستكفي (توفيت 1091 م)
- اعتماد الرميكية (1041-1095 م)
- مهجة بنت التياني القرطبية (توفيت 1097 م)
- قسمونة بنت إسماعيل (القرن 11 م)
- الغسانية البجانية (القرن 11 م)
- نزهون الغرناطية (توفيت 1100 م)
- بثينة بنت المعتمد بن عباد (1070-؟ م)
- تميمة بنت يوسف بن تاشفين (حوالي القرن 11-12 م)
- حفصة بنت الحاج الركونية (توفيت 1190 م)
- أمة العزيز الحسينية الشريفة (القرن 12 م)
- هند (القرن 12 م)
- أم الهناء بنت عبد الحق بن عطية (القرن 12 م)
- مريم الشلبية (القرن 12 م)
- حمدة بنت زياد المؤدب (حوالي 1204 م)
- أم السعد بنت عصام الحميري (توفيت 1243 م)
- نضار بنت أبي حيان (1303-1330 م)
- زينب بنت إسحاق النصرانية
- زينب المرية
- عائشة الإسكندرانية

## فترة المماليك (1250-1517 م)
- عائشة الباعونية (1460-1517 م)

## شاعرات أخرى (500-1532 م)
- بدر التمام بنت الحسن
- شهدة الكاتبة
- سيباء بنت النجم الهلالية
- برة العدوية
- أمامة المزيرية
- أميمة بنت عميلة
- بوران بنت محمد.[4]
- تماضر بنت مسعود.[5]
- خديجة بنت عبد الله المأمون
- صفية بنت عبد الرحمن
- نجيبة القحطانية

## مجاميع شعرية
- شاعرات العرب في الجاهلية والإسلام، بشير يموت.[6]
- نزهة الجلساء في أشعار النساء، جلال الدين السيوطي.